# Gina Conrad von Hötzendorf

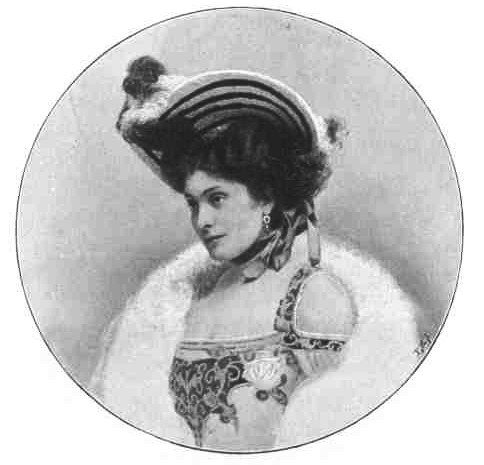
Gina von Reininghaus (1903)

Virginia „Gina“ Laura Antonia Gräfin Conrad von Hötzendorf (* 27. Februar 1879 in Triest, Österreich-Ungarn, geborene Agujari, geschiedene von Reininghaus, adoptierte Agujari-Kárász; † 24. November 1961 in Semmering) war langjährige Geliebte und dann zweite Ehefrau von Franz Conrad von Hötzendorf, dem Chef des Generalstabs von Österreich-Ungarn im Ersten Weltkrieg.
Ihre Beziehung zu Conrad von Hötzendorf sorgte damals für Aufsehen und wird heute als bedeutsam für das Handeln Conrads, insbesondere für sein Drängen auf einen Krieg, eingeschätzt. Die rechtliche Konstruktion, durch die ihre Ehe mit Conrad von Hötzendorf ermöglicht wurde, wurde in der Zeit nach dem Ersten Weltkrieg bei der Eherechtsdebatte in Österreich thematisiert. Ihre Aufzeichnungen über Conrad sind eine wichtige Quelle für Historiker, wurden jedoch im  österreichischen Ständestaat verboten und führten 1935 zur Verabschiedung des „Traditionsschutzgesetzes“.

## Leben

### Herkunft und erste Ehe
Virginia Agujari wurde 1879 in Triest als Tochter des italienischen Porträtmalers Tito Agujari geboren. Am 21. Jänner 1896, im Alter von 16 Jahren, heiratete sie in Graz den wohlhabenden steirischen Industriellen Johann (Hans) Edler von Reininghaus aus der Bierbrauerfamilie Reininghaus. Ende 1896 gebar sie ihren ersten Sohn Peter Reininghaus, der 1920 die Brauerei übernahm. Mit 20 Jahren war sie dreifache Mutter, darunter auch Johanna (genannt „Hansi“) von Reininghaus (1899–1960), welche 1927 den belgischen Bankier Henri Lambert (1887–1933) heiratete. Bis 1906 bekamen Johann von Reininghaus und seine Frau Gina noch drei weitere Kinder. Im Winter 1902/1903 übersiedelte das Paar von Graz nach Wien, wo die „geistreiche, liebenswürdige Frau“ sich in kurzer Zeit in der Gesellschaft beliebt machte.

### Affäre mit Franz Conrad von Hötzendorf
Im Jänner 1907 wurde Gina von Reininghaus bei einem Diner im Wiener Haus des Barons Victor von Kalchberg, Präsident des österreichischen Lloyd in Triest, dem damals 54-jährigen Witwer Franz Conrad von Hötzendorf vorgestellt, dem sie schon sieben Jahre zuvor bei einem Empfang in Triest aufgefallen war. Conrad, der wenige Wochen zuvor zum Generalstabschef der Österreich-Ungarischen Streitkräfte ernannt worden war, besuchte sie daraufhin zumindest wöchentlich in ihrem Haus in der Operngasse 8 in Wien. Als er ihr im März 1907 einen Heiratsantrag machte, wies ihn Gina von Reininghaus zunächst ab, vor allem wegen ihrer Kinder.
Doch Conrad besuchte Gina von Reininghaus weiterhin und erwies sich für sie als „treuster Freund und Beschützer“. Er legte von 1907 bis 1915 ein „Tagebuch meiner Leiden“ an, das aus mehr als 3000 schwärmerischen Briefen an sie bestand, die er nie abschickte und von denen sie erst nach seinem Tod erfuhr. So schrieb er zum Beispiel, nur sie könne ihn vor dem Abgrund der Verzweiflung retten, sein Schicksal liege in ihren Händen. Manche seiner Briefe an von Reininghaus werden von Historikern häufig zitiert, so der Brief vom 28. Juni 1914, in dem Conrad in Bezug auf den bevorstehenden Krieg schrieb: „Es wird ein aussichtsloser Kampf werden, dennoch muß er geführt werden, da eine so alte Monarchie und eine so glorreiche Armee nicht ruhmlos untergehen können.“
Im Mai 1907 räumte Gina von Reininghaus ihm gegenüber ein, dass sie ihren Ehemann nicht mehr liebe. Spätestens Ende 1908 gingen die beiden eine Liebesbeziehung ein. Hans von Reininghaus duldete das, denn er hatte sich selbst Freiheiten in der Ehe eingeräumt und sah auch die Möglichkeit, Zutritt zu höheren gesellschaftlichen Kreisen zu bekommen, wenn er mit seiner Frau die gleichen Bälle und Diners besuchte wie Conrad. Die Affäre soll nach Meinung einiger Historiker für das konservative österreichische Kaiserhaus mit ein Grund gewesen sein, Conrad Ende 1911 zu entlassen. Dadurch hatte er aber die Möglichkeit, die Beziehung zu Gina von Reininghaus noch zu intensivieren, wurde aber trotzdem Ende 1912 wieder als Chef des Generalstabs eingesetzt. Selbst als man in den Wochen vor Beginn des Ersten Weltkriegs, während der Julikrise, Conrad demonstrativ noch einmal auf Urlaub schickte, um die Öffentlichkeit über den Ernst der Lage zu täuschen, wählte er als Aufenthaltsort das Klammschlössel unweit von Innichen, das Heim von Richard von Stern und dessen Frau Maria, die Gina von Reininghaus’ engste Freundin war, um dort mit seiner Geliebten zusammen zu sein.
Nach Kriegsbeginn war es Gina von Reininghaus geraume Zeit kaum möglich, Conrad zu sehen. Weihnachten 1914 war das erste Weihnachten seit 1907, das sie getrennt verbrachten. Dass Conrad selbst während jener Kriegsmonate jede Nacht geraume Zeit damit verbrachte, Briefe an sie zu verfassen, gab Anlass zu Spekulationen über seine mentale Verfassung. Maximilian von Hoen, Kommandant des k.u.k. Kriegspressequartiers, hielt seine Beziehung zu Gina von Reininghaus für ein Anzeichen von Senilität und hätte seinen Rücktritt für angebracht gehalten. Selbst jemand wie Josef Redlich, der Conrad jahrelang unterstützt hatte, fand es verwunderlich, dass er sich sogar während des Krieges dermaßen viel Zeit für private Korrespondenz nahm. Doch im Jänner 1915 genehmigte Kriegsminister Alexander von Krobatin, dass Gina von Reininghaus für vier Tage zu Conrad ins Hauptquartier des Alliierten Oberkommandos in Teschen reisen durfte. In Wien sorgte das für Aufsehen. Laut Josef Redlich machten Gerüchte die Runde, dass Wilhelm II. persönlich interveniert habe, um diesen Besuch zu ermöglichen.

### Scheidung von Hans von Reininghaus
Mit Kriegsbeginn hatte sich das gesellschaftliche Leben in Wien verändert, wodurch Hans von Reininghaus nicht mehr im gleichen Ausmaß wie früher von der Beziehung seiner Frau profitierte. Und als nach dem Besuch seiner Frau bei Conrad von Hötzendorf im Hauptquartier in Teschen der Klatsch in Wien weiter zunahm, informierte Hans von Reininghaus Anfang März 1915 seine Frau – unmittelbar vor einem Besuch ihres Geliebten bei ihr in Wien –, dass er die Scheidung wolle. Auch die gemeinsamen Kinder, die sich um das Glück ihrer Mutter sorgten, waren damit einverstanden. Außerdem starb Conrad von Hötzendorfs tiefgläubige Mutter, der eine Heirat ihres Sohnes mit einer geschiedenen Frau ein Dorn im Auge gewesen wäre, 1915 in ihrem neunzigsten Lebensjahr.
Doch es existierte ein weiteres Hindernis für eine Ehe zwischen Gina von Reininghaus und Conrad: Nach damaligem österreichischem Recht war eine Scheidung und Wiederverheiratung für Katholiken nicht möglich. Als Ausweg kam ein Wechsel der Staatsbürgerschaft und der Religion in Frage, weil es in Ungarn liberalere Ehegesetze gab. Für Conrad war das keine Option – als Atheist wollte er nicht zum Protestantismus wechseln, und als Ungar wäre er vom Kaiser kaum als Stabschef akzeptiert worden. Daher ließ sich Gina von Reininghaus am 25. August 1915 über Vermittlung von Conrads Vertrautem, dem Rechnungshof-Vizepräsidenten Paul Schulz, vom k.u.k. Feldmarschall-Leutnant Ernst Kárász adoptieren, erhielt so die ungarische Staatsbürgerschaft und konvertierte zum Protestantismus. Nachdem der königlich-ungarische Gerichtshof am 2. Oktober 1915 die Auflösung ihrer ersten Ehe ausgesprochen hatte, war sie nach ungarischem Recht zu einer Wiederverheiratung berechtigt.
Da ihr erster Ehemann österreichischer Staatsbürger war, war umstritten, ob Gina von Reininghaus nach österreichischem Recht eine zweite Heirat mit einem Österreicher möglich war. Doch ein entsprechendes Ansuchen von Franz Conrad wurde von den österreichischen Behörden positiv beschieden. Der Fall „fehlte nach 1918 bei kaum einer Eherechtsdebatte“ (Ulrike Harmat: ) in Österreich.

### Zweite Ehe
Die Ehe von Gina und Franz Conrad von Hötzendorf wurde am 19. Oktober 1915 in einer schlichten Zeremonie in der protestantischen Dorotheerkirche in Wien geschlossen. Gina Conrad von Hötzendorf wich während des gesamten Krieges, abgesehen von kurzen Besuchen in Wien und Graz, nicht von der Seite ihres Ehemannes. Einige meinten, dass sie sich in Teschen wie eine Königin verhalten und das Alliierte Oberkommando als Conrads Hof angesehen habe. Andererseits wurde sie als „sehr sympathische Frau“ beschrieben, „ganz italienischer Typus, sehr gut angezogen, mit sehr guten und ruhigen Manieren und in jeder Hinsicht Dame der besseren Gesellschaftskreise“, „künstlerisch und besonders musikalisch veranlagt, an Luxus und an teure Sachen gewohnt.“ Bis in höchste Kreise war man unsicher, wie man ihr nach der Wiederverheiratung begegnen sollte. Selbst der nominelle Armeeoberkommandant Friedrich Erzherzog von Österreich wollte nicht selber entscheiden, ob er Gina als Ehefrau Conrads gesellschaftlich anzuerkennen hatte, sondern er bat den Feldmarschallleutnant Johann Herbert Graf Herberstein, diesbezüglich in Wien bei Kaiser Franz Joseph persönlich nachzufragen. Der wollte dem Paar nichts in den Weg legen. Hingegen erklärte die spätere Kaiserin Zita, sie kenne keine Baronin Conrad, sondern nur eine Frau von Reininghaus. Paul Schulz meinte 1916, dass sich Gina Conrad „in alles eingemischt habe, vor allem habe sie auch für die italienische Offensive sich sehr bemüht“. Aufgrund ihrer italienischen Herkunft tauchten dann sogar Gerüchte auf, die ihrem Einfluss eine Rolle bei den Niederlagen Österreichs an der Front gegen Italien im Jahr 1916 zuschrieben. Während des Krieges stand Gina Conrad Benefizveranstaltungen für Kriegsversehrte vor; sie war Vorsitzende der „Conrad-von-Hötzendorf-Stiftung für Kriegsblinde“. In dieser Funktion wurde ihr 1917 auch eine Walzerkomposition gewidmet.
Nach der Verlegung des alliierten Oberkommandos von Teschen nach Baden verbot der Kaiser die Anwesenheit von Frauen im Hauptquartier, also lebte Gina Conrad von Hötzendorf zunächst in Wien. Kaiser Karl begründete die 1917 erfolgte Absetzung ihres Mannes als Generalstabschef unter anderem damit, dass die Heirat (bezeichnenderweise setzte Karl das Wort „geheiratet“ in Anführungszeichen) von Franz und Gina Conrad von Hötzendorf „bei einem Großteil der Armee scharf kritisiert wurde“ und dass daraufhin im Hauptquartier eine „Weiber- und Protektionswirtschaft“ begonnen habe. Auf Drängen seiner Frau suchte Conrad nach seiner Absetzung persönlich beim Kaiser um Pensionierung an, doch der Kaiser konnte ihn zunächst überreden, in Tirol weiter für das Heer tätig zu sein.
Nach dem Zusammenbruch Österreich-Ungarns erhielt Conrad von Hötzendorf lediglich die Pension eines Obersten, und Gina lebte mit ihm in bescheidenen Verhältnissen in zwei einfachen Zimmern in Innsbruck. In den Inflationsjahren nach dem Krieg trug sie zum Familieneinkommen bei, indem sie für den Journalisten und Autor Karl Friedrich Nowak Übersetzungsarbeiten erledigte, wie die Übersetzung von Papieren aus dem Nachlass des Herzogs von Reichstadt, des Sohnes von Napoleon Bonaparte, aus dem Italienischen ins Deutsche.

### Autobiographie
1925 starb Franz Conrad von Hötzendorf. Karl Friedrich Nowak, der ihm schon seit den Kriegsjahren eng verbunden gewesen war, arbeitete an einer Gesamtedition seiner hinterlassenen Schriften. Die von Gina Conrad von Hötzendorf aus finanziellen Motiven angestrebte Veröffentlichung selbst der privatesten Briefe lehnte Nowak aus Rücksicht auf den Ruf des Verstorbenen ab. Als das österreichische Staatsarchiv erwog, den Nachlass unter Denkmalschutz zu stellen, sicherte Gina Conrad dem Direktor des Archivs, Ludwig Bittner, zu, die Briefe nicht ins Ausland zu verkaufen.
Nach Nowaks plötzlichem Tod veröffentlichte Gina Conrad von Hötzendorf 1935 ihre Autobiographie unter dem Titel Mein Leben mit Conrad von Hötzendorf – sein geistiges Vermächtnis. Die Veröffentlichung privater Aufzeichnungen Conrads wurde von Zeitgenossen als „geradezu peinlich“ kritisiert.
Noch schwerer wog, dass sie in dem Buch offen die Meinung Conrads über wenig erfreuliche Verhältnisse in der österreichischen Heeres- und Staatsleitung wiedergab, deshalb wurde das Buch in Österreich verboten. Führende Politiker im austrofaschistischen Ständestaat waren zu jener Zeit bemüht, die jüngere monarchische Vergangenheit Österreichs positiv darzustellen. Dass die österreichische Regierung in jenem Buch „Verunglimpfungen hervorragender Persönlichkeiten des alten Österreich, so des Kaisers Franz Joseph, des Feldmarschalls Conrad von Hötzendorf, der Grafen Ährenthal und Berchtold u.s.f.“ zu erkennen glaubte, führte dazu, dass ein „Bundesgesetz zum Schutze des Ansehens Österreichs“, das so genannte „Traditionsschutzgesetz“, erlassen wurde.
Gina Conrad von Hötzendorf wurde auf dem Hietzinger Friedhof in Wien im Ehrengrab ihres Ehemannes Franz Graf Conrad von Hötzendorf beigesetzt, das 2012 zu einem Historischen Grab umgewidmet wurde.

## Rezeption in der Geschichtswissenschaft
Die Verbindung der verheirateten Frau von Reininghaus mit dem Generalstabschef Conrad stieß zur damaligen Zeit in weiten Kreisen auf Kritik und „wurde daher von den Hagiographen des Feldmarschalls weitestgehend ausgeblendet“. Umso mehr Raum nimmt diese Beziehung in den in neuerer Zeit veröffentlichten Geschichtswerken und Biographien Conrad von Hötzendorfs ein, denn heutige Historiker schätzen den Einfluss von Gina von Reininghaus auf Conrad gerade um die Zeit des Beginns des Ersten Weltkriegs als groß ein. Kronenbitter spricht von der „mehrfach verbürgten Beharrlichkeit“, mit der Conrad die Beziehung selbst im Juli 1914 pflegte, und davon, dass er deshalb „nur mit halbem Herzen“ bei der Sache war.
Conrad gilt als wichtiger Teil der so genannten Kriegspartei in Österreich, den Befürwortern einer kriegerischen Auseinandersetzung mit Serbien. Er forderte schon in den Jahren 1913 und 1914 fünfundzwanzigmal vergeblich einen Krieg gegen Serbien und spielte dann in der Julikrise 1914, die im Ausbruch des Ersten Weltkriegs gipfelte, eine bedeutende Rolle. Von manchen Historikern und Soziologen wird das Drängen Conrads auf einen Krieg mit seinem Werben um Gina von Reininghaus in Verbindung gebracht. Einige seiner Briefe handelten davon, dass er, wenn er aus einem Krieg als Held hervorginge, seine Geliebte heiraten könne. Doch dazu benötigte Conrad erst einmal einen Krieg. Beispielhaft wird ein Tagebucheintrag aus dem Jahr 1908 zitiert: „Die Zeiten sind ernst und das kommende Jahr wird aller Voraussicht nach den Krieg bringen. ... Komme ich aber – was ich nur schüchtern zu hoffen wage – vom Erfolg gekrönt zurück – dann Gina, breche ich alle Fesseln, um das höchste Glück meines Lebens, um ‚Dich‘ zu erringen. Was aber, wenn die Dinge anders kommen und sich alles im faulen Frieden fortschleppt, Gina, was dann?“ Der als „Kriegstreiber“ charakterisierte Conrad wird als „monomanisch auf den großen Krieg und auf die große Liebe fixiert“ beschrieben. Helmut Kuzmics fasst zusammen: „Zum Teil suchte er den Erfolg im Krieg, um die Geliebte für sich zu gewinnen.“
Christopher Clark hebt in seiner Vorgeschichte des Ersten Weltkrieges Die Schlafwandler hervor:

„Die Bedeutung dieser Beziehung kann man nicht hoch genug veranschlagen; sie stand im Zentrum von Conrad von Hötzendorfs Leben in den Jahren von 1907 bis zum Kriegsausbruch und verdrängte alle anderen Sorgen, selbst die militärischen und politischen Fragen, die auf seinen Schreibtisch gelangten. … Conrad … betrachtete den Krieg sogar als Mittel, Gina in seinen Besitz zu bringen. Nur als siegreicher Kriegsheld wäre er, so glaubte Conrad, imstande, die gesellschaftlichen Hindernisse aus dem Weg zu räumen und den Skandal zu überstehen, der mit der Heirat einer prominenten, geschiedenen Frau verbunden war. In einem Brief an Gina fantasierte er von der Rückkehr von einem ,Balkankrieg‘, den Lorbeerkranz des Siegers auf dem Haupt, wie er alle Warnungen in den Wind schlägt und sie zu seiner Frau macht.“

Hew Strachan ging daher so weit, zu fragen, was 1914 passiert wäre, wenn Conrad nicht gehofft hätte, im Fall eines erfolgreichen Krieges Gina von Reininghaus zu heiraten. Und Franz-Stefan Gady betitelte einen Beitrag auf der Website von The National Interest gar mit den Worten The Scandalous Love Affair That Started World War I.
Aus Gina Conrad von Hötzendorfs Autobiographie wird von Historikern vor allem aufgrund der darin über Franz Conrad von Hötzendorf enthaltenen Details heute noch oft zitiert. Und Ulrike Harmat verwendete die Autobiografie als eine Quelle für ihre rechtshistorische Untersuchung von 1999 über den Konflikt um das Eherecht in Österreich 1918–1938, in der sie die Probleme von Gina von Reininghaus’ Scheidung und zweiter Heirat behandelt.

## Schriften
- Mein Leben mit Conrad von Hötzendorf – sein geistiges Vermächtnis. Grethlein, Leipzig 1935.